# Marina Kuzina
Marina Wiaczesławowna Kuzina, z domu Bas (ros. Марина Вячеславовна Кузина; ur. 19 lipca 1985 w Moskwie) – rosyjska koszykarka, występująca na pozycji środkowej, reprezentantka kraju, multimedalistka międzynarodowych imprez koszykarskich, obecnie zawodniczka SamGTU Samara.

## Osiągnięcia
Stan na 28 listopada 2022, na podstawie, o ile nie zaznaczono inaczej.

### Drużynowe
- Wicemistrzyni Rosji (2012–2015)
- 3. miejsce w:
  - Lidze Światowej FIBA (2007)[3]
  - Eurolidze (2008)[4]
- 4. miejsce w Eurocup (2009)
- Brąz mistrzostw Rosji (2007, 2008)
- Finalistka Pucharu Rosji (2008, 2013, 2014)

### Indywidualne
- Laureatka Rosyjskich Złotych Koszy w kategorii najlepsza młoda koszykarka (2005)
- Liderka strzelczyń ligi rosyjskiej (2010)[5]

### Reprezentacja
Seniorska
- Mistrzyni Europy (2011)[6]
- Wicemistrzyni Europy (2005, 2009)[7][8]
- Brązowa medalistka olimpijska (2008)[9][10]
- Uczestniczka:
  - igrzysk olimpijskich (2008, 2012 – 4. miejsce)[11][12][13]
  - mistrzostw:
    - świata (2010)[14]
    - Europy (2005, 2009, 2011, 2013 – 13. miejsce, 2015 – 6. miejsce)[15][16]

  - turnieju FIBA Diamond Ball (2008 – 5. miejsce)[17]
  - kwalifikacji do Eurobasketu (2015)

Młodzieżowe
- Mistrzyni Europy:
  - U–20 (2004)[18]
  - U–18 (2002)[19]
- Wicemistrzyni Europy U–16 (2001)[20]
- Uczestniczka:
  - mistrzostw Europy U–20 (2004, 2005 – 11. miejsce)[21]
  - kwalifikacji do Eurobasketu:
    - U–20 (2004)
    - U–16 (2001)